# Dorr Mountain Trail
Pour les articles homonymes, voir Dorr.
Le Dorr Mountain Trail est un sentier de randonnée américain dans le comté de Hancock, dans le Maine. Long de 3,5 milles, il est entièrement situé au sein du parc national d'Acadia. Il est classé National Recreation Trail depuis 1981.